# Crassocephalum uvens
Crassocephalum uvens là một loài thực vật có hoa trong họ Cúc. Loài này được (Hiern) S.Moore mô tả khoa học đầu tiên năm 1912.